# Rockstar San Diego
El Rockstar San Diego (anteriorment Angel Studios) és un estudi de desenvolupament de videojocs de Rockstar Games. Ells són els desenvolupadors del Red Dead Revolver, i així com la saga de curses Midnight Club.
L'empresari colombià Diego Angel va fundar l'empresa com a Angel Studios el gener de 1984 després d'estudiar cinema a Chicago, on es va aficionar a l'animació per ordinador. L'estudi va començar centrant-se en l'animació i els efectes visuals per a produccions multimèdia, com ara anuncis, pel·lícules i vídeos musicals. Les produccions notables inclouen la pel·lícula El tallador de gespa i el vídeo musical de la cançó de Peter Gabriel "Kiss That Frog". Angel Studios va començar a treballar a la indústria dels videojocs durant la dècada de 1990, creant escenes cinematogràfiques per a Ecco: The Tides of Time (1994) de Ed Annunziata i Mr. Bones (1996). La companyia va desenvolupar jocs complets amb Nintendo (Major League Baseball Featuring Ken Griffey Jr. i Ken Griffey Jr.'s Slugfest) i Microsoft (Midtown Madness i Midtown Madness 2), i va produir un port de Resident Evil 2 de Capcom per a la Nintendo 64.
Rockstar Games va quedar impressionat amb el treball de l'estudi a Midtown Madness i va oferir una associació a llarg termini el 1999, que va donar lloc a la creació de les sèries Midnight Club i Smuggler's Run. Angel Studios va ser adquirit per l'empresa matriu de Rockstar Games, Take-Two Interactive, el novembre de 2002 i es va convertir en Rockstar San Diego. Angel va deixar l'estudi el maig de 2005 i va tornar a Colòmbia. Des de 2004, Rockstar San Diego ha operat un equip intern de motor de jocs que desenvolupa el Rockstar Advanced Game Engine propietari de Rockstar Games, que s'utilitza en la majoria dels títols de l'editor. L'estudi va liderar el desenvolupament de més jocs Midnight Club, Red Dead Revolver (2004), Red Dead Redemption (2010) i el seu paquet d'expansió Undead Nightmare. L'estudi va col·laborar amb altres estudis de Rockstar Games a Max Payne 3 (2012), Grand Theft Auto V (2013) i Red Dead Redemption 2 (2018).

## Història

### Primers anys en animació (1984–1993)

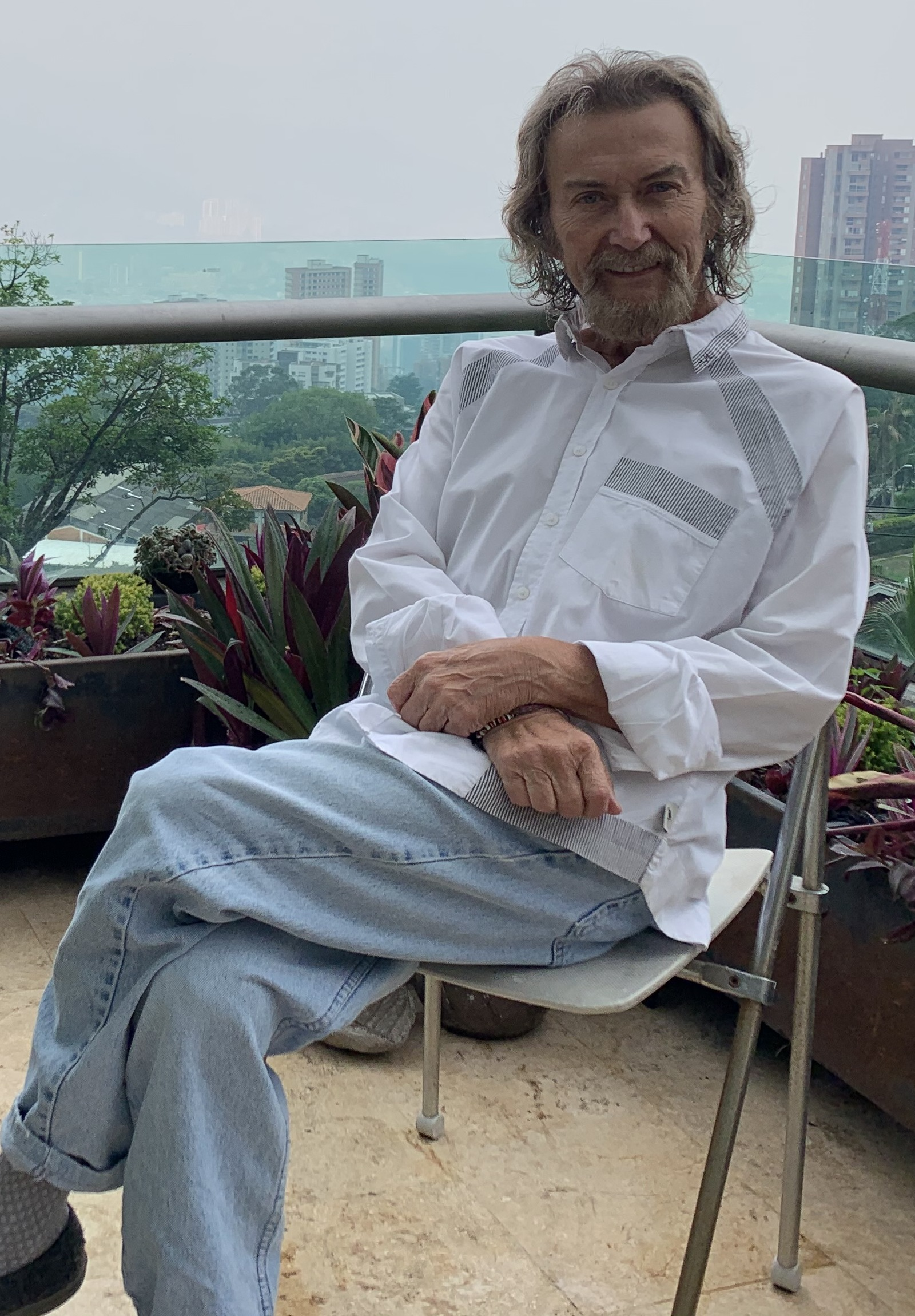
Diego Ángel (a la foto el 2020) va fundar Angel Studios el 1984 i va ser el seu president fins al 2005.

Amb ganes de convertir-se en director de cinema, el fundador d'Angel Studios Diego Ángel es va traslladar de Medellín, Colòmbia, a Chicago el 1971, quan tenia 20 anys. Es va matricular al Columbia College de Chicago per estudiar cinema i va assistir a l'Art Institute of Chicago. Durant els seus estudis, Ángel es va aficionar a l'animació per ordinador, descrivint els ordinadors com "el futur de l'art". El 1984, l'Ángel es va traslladar amb la seva dona i els seus dos fills de Chicago a San Diego perquè hi tenia amics i familiars, i perquè els noms dels carrers en castellà i la proximitat al Mèxic de parla espanyola el van fer sentir com a casa. Va establir Angel Studios com un estudi d'animació de prestador de serveis el gener de 1984 a Carlsbad, Califòrnia. Ángel va obtenir un ordinador i una oficina, però, al cap de pocs dies, es va adonar que no podia dirigir un negoci i ser director d'art alhora, i no tenia els coneixements per operar els ordinadors. En conseqüència, Angel va contractar un director d'art i un operador de sistemes. Angel Studios no va trobar un client de pagament durant els seus primers sis mesos en funcionament i només va obtenir 5.000 dòlars (equivalent a 12.597 dòlars el 2021) en ingressos el primer any. Ángel va dir que estava "patint" per l'escassetat de feina en els dos primers anys de vida de l'empresa. El primer projecte de la companyia va ser un vídeo educatiu per a la Universitat de Califòrnia, San Diego, seguit d'anuncis per a Nintendo, Polaroid Corporation, Asiana Airlines i Cobra Golf, entre d'altres. Altres projectes inicials van ser produccions per la NASA i Rohr, Inc., així com logotips animats per a Home Box Office i ESPN.
Després del primer any, el cunyat de la dona de l'Àngel va invertir a l'empresa i l'Àngel va aconseguir un préstec bancari. El segon any, els ingressos van assolir els 25.000 $ (equivalent a 61.802 $ el 2021) i el 1989, Angel Studios tenia sis empleats i equips per valor de 500.000 dòlars. Per assegurar-se que els empleats clau romandrien a l'empresa, l'Àngel va fer tres d'ells socis el març de 1989. Brad Hunt, el director tecnològic d'Angel Studios, i Michael Limber, el director d'operacions i més tard director creatiu, es trobaven entre els socis fundadors. L'empresa va créixer fins a dotze empleats el febrer de 1993. Àngel va utilitzar una filosofia que va anomenar les "tres P" (passió, paciència i perseverança), la qual cosa significava que no acceptaria totes les ofertes que se li presentaven, i va optar per acceptar projectes que mostraven el seu equip i la seva tecnologia. Els empleats de l'estudi van dir que l'Àngel els tractava com a família: els pagava bé, els donava molt temps de vacances i de tant en tant compartia una ampolla de tequila de la marca Patrón els divendres a la tarda, un esdeveniment que va anomenar "Sippy Wippy".
Gran part del treball en 3D produït per Angel Studios va ser per a pel·lícules i vídeos musicals. Els èxits van arribar amb les imatges generades per ordinador i els efectes visuals a la pel·lícula de 1992 El tallador de gespa i el vídeo musical de la cançó de Peter Gabriel "Kiss That Frog". Una de les dues escenes principals que l'estudi va produir per a El tallador de gespa es considera la primera escena de sexe virtual. Per a aquest projecte, l'equip de la companyia format per Hunt, Limber i Jill Knighton Hunt va desenvolupar Scenix, un conjunt de programari que proporcionava un "llenguatge de programació visual". Al març de 1992, Angel Studios estava treballant en un joc de realitat virtual que era una adaptació de les seves escenes de la pel·lícula. El vídeo musical "Kiss That Frog" va formar part d'un simulador exhibit en un teatre mòbil de 18 seients, el Mind Blender, que va anar de gira el 1993. El vídeo va rebre el premi "Millors efectes especials en un vídeo" als 1994 MTV Video Music Awards. Per a The Enertopia Symphony, un curtmetratge de 13 minuts que es va projectar al pavelló d'energia elèctrica a l'Expo '93, l'estudi va produir una animació estereoscòpica de sis minuts i mig a partir de fotografia en 3D d'acció en directe dirigida per Peter Anderson. Es va contractar l'agència Spear/Hall & Associates per gestionar la seva comercialització l'agost de 1993.

### Entrada als videojocs (1993–2000)
Durant la dècada de 1990, Angel Studios va col·laborar en demostracions tecnològiques per als ordinadors de gamma alta de Silicon Graphics i va rebre alguns d'aquests ordinadors a canvi. Un dels clients de Silicon Graphics era Genyo Takeda de Nintendo, que va quedar impressionat amb el treball d'Angel Studios. Es va reunir amb la companyia i va signar un acord que va convertir Angel Studios en soci de la propera consola Nintendo 64 de Nintendo. L'estudi es va centrar en el desenvolupament de videojocs i Nintendo el va anunciar com un dels estudis del seu "Dream Team" de desenvolupadors de tercers per a la Nintendo 64 el febrer de 1995. Al voltant d'aquesta època, l'Àngel va allunyar l'estudi de projectes "d'alt risc i intensius de capital", fins i tot si oferien un ric potencial. Limber va citar les decisions empresarials d'Angel com el factor més important en la supervivència de l'empresa de la bombolla punt com, que va afectar greument la indústria multimèdia de l'àrea de San Diego. En retrospectiva, l'Àngel va dir que mai va tenir un pla de negoci o una declaració de missió i va prendre decisions per instint. Al voltant d'aquesta època, Angel Studios va acceptar la presentació del dissenyador de jocs Ed Annunziata per crear escenes de cinema per a la versió de Sega CD de Ecco: The Tides of Time. Content amb el resultat, Annunziata va convidar l'estudi a treballar en les escenes del seu proper joc, Mr. Bones per a Sega Saturn. Mr. Bones es va estrenar el 1996 amb escenes de cinema i obres d'art addicionals d'Angel Studios.
Jo tenia l'única empresa de videojocs, l'únic estudi [americà] en aquells dies, que treballava i es portava bé amb els japonesos. Els nord-americans estan una mica tancats ... Quan estàs fora dels Estats Units, estàs obert a altres cultures que no siguin els americans ... Solia anar cada mes al Japó i només portava sis ampolles de tequila. Els va encantar. 
Com a part del "Dream Team" de Nintendo, la companyia va desenvolupar dos jocs esportius amb el jugador de beisbol americà Ken Griffey Jr. enMajor League Baseball i Slugfest—que es van llançar per a la Nintendo 64 el 1998 i el 1999, respectivament. Tot i que els crítics van elogiar els dos jocs, Angel va decidir no fer més títols esportius perquè Angel Studios "no era una empresa esportiva". Angel Studios va continuar el seu treball per a la Nintendo 64, col·laborant amb el dissenyador Shigeru Miyamoto en un joc de combat vehicular titulat Buggie Boogie. Miyamoto va emetre contractes de tres mesos a l'empresa, sense conservar cap document i tornant cada tres mesos per comprovar el progrés del joc. Angel Studios va passar 45 dies creant una "bíblia de disseny" per a la seva primera reunió amb Miyamoto, que la va rebutjar i va demanar a l'estudi que "trobés la diversió" durant els propers tres mesos. El joc hauria vist vehicles consumint-se entre ells, absorbint el seu ADN per obtenir els seus poders. Després de sis o nou mesos, el títol es va cancel·lar perquè Nintendo va prioritzar un prototip de Diddy Kong Racing. Angel Studios es va quedar amb una demostració tecnològica "ben polida", que va utilitzar per presentar els seus serveis de desenvolupament a altres editors. A petició de Miyamoto, l'equip va començar a treballar en un joc de golf de fantasia.
A finals de 1997, Angel Studios va ser contractat per desenvolupar un port del joc de PlayStation de Capcom Resident Evil 2 per a la Nintendo 64. Segons Angel, aquesta va ser la primera col·laboració entre Capcom i una empresa de videojocs no japonesa. El desenvolupament tenia un pressupost de 1 milió de dòlars i el treball es va fer en dos anys per nou desenvolupadors a temps complet. El port es va llançar el novembre de 1999 i es va considerar un èxit: l'estudi va condensar les dades del joc a menys del 10% de la seva mida original, ajustant els dos discs compacte de la versió original en un sol cartutx de Nintendo 64. En una retrospectiva del 2018 sobre Resident Evil 2 i els seus ports, John Linneman de Eurogamer va anomenar la conversió "un dels ports de consola més ambiciosos de tots els temps". Matt Casamassina de IGN va opinar que el port va marcar l'estudi com a apte per desenvolupar-se per a la recentment anunciada consola Project Dolphin de Nintendo, que es va convertir en GameCube. Angel va atribuir gran part de l'èxit dels primers videojocs de la seva empresa a les seves bones relacions amb els editors asiàtics.
Un altre projecte d'Angel Studios va ser Ground Effect, un joc de carreres en hovercraft que havia de ser publicat el febrer de 1998 per Inscape, que va ser adquirit per Graphix Zone el febrer de 1997. La pel·lícula de l'estudi Oceania es va exhibir al Pavelló de Realitat Virtual de l'Expo '98. L'estudi va contribuir a un viatge d'aventura anomenat Virtual Jungle Cruise, que va debutar a l'obertura el juny de 1998 del primer parc temàtic interactiu DisneyQuest a Orlando, Florida. Interactive Light va publicar el videojoc arcade Savage Quest d'Angel Studios el 1999. Al voltant d'aquesta època, Angel va proposar el desenvolupament d'un videojoc de carreres malgrat la saturació del mercat. Va animar els seus empleats a treballar de manera independent i a fer-se càrrec de les diferents parts del joc. Aquesta política es va considerar un factor important en la qualitat del joc. El joc va ser llançat com a Midtown Madness el maig de 1999 com a part de la franquícia de jocs de carreres Madness de Microsoft. Fred Marcus, un dissenyador i programador a Midtown Madness, va declarar que les impressionants demostracions de física de l'estudi van ser clau per als seus contractes de publicació. El joc va ser seguit per Midtown Madness 2, desenvolupat per Angel Studios i llançat l'any 2000. L'estudi va continuar treballant amb Microsoft en un joc que implicava una núvia virtual, previst com a títol de llançament de Xbox anomenat XGirl. Sky Pirates VR, una atracció de temàtica pirata basada en el sistema de "realitat vertical" de Steven Spielberg, es va exhibir als parcs temàtics de GameWorks. L'atracció va debutar a Detroit l'any 2000 i es va expandir a Schaumburg, Illinois, al desembre d'aquell any.

### Ofertes i adquisicions de Rockstar Games (2000–2003)
Rockstar Games, un editor de videojocs nord-americà, es va interessar a treballar amb Angel Studios després del llançament de Midtown Madness i va voler utilitzar la seva experiència combinada per desenvolupar el que es va convertir en el Midnight Club i la sèrie Smuggler's Run. Com a part de la seva relació, Angel Studios va treballar en Oni 2: Death & Taxes, una seqüela cancel·lada del joc de 2001 Oni, propietat de Rockstar Games, empresa matriu de Take-Two Interactive. En una entrevista del novembre de 2000, Sam Houser de Rockstar Games va dir: "M'encanta Angel Studios ... No deixaré de treballar amb ells." Daily Radar va classificar Angel Studios en quart lloc a la seva llista de 2001 dels cinc millors desenvolupadors per a plataformes Sony, citant la força de Midnight Club: Street Racing i el primer joc de Smuggler's Run a PlayStation 2.
Al voltant de 2002, Angel va parlar de vendre la seva empresa amb Microsoft, Activision i Rockstar Games. S'havia fet amistat amb Sam Houser i el seu germà Dan, dos dels fundadors de Rockstar Games, per un amor compartit pel tequila. La companyia va intentar adquirir Angel Game Engine d'Angel Studios com a motor de joc propietari per substituir RenderWare de Criterion Games, que s'havia utilitzat per la sèrie Grand Theft Auto. Rockstar Games va presentar inicialment el que Angel considerava una bola baixa. Quan no va respondre, Rockstar Games va presentar una oferta dient que Angel no podia rebutjar-la i es va convèncer que l'estudi tindria la llibertat creativa que desitjava. Take-Two va anunciar que havia adquirit Angel Studios el 20 de novembre de 2002. Es va pagar 28,512 milions de dòlars en efectiu, 235,679 accions ordinaris restringides (valorades en 6,557 milions de dòlars) i 5,931 milions de dòlars en royalties de prepagament; un preu total de 41 milions de dòlars. Angel Studios i els seus 125 empleats van passar a formar part de Rockstar Games com a Rockstar San Diego. La plantilla va augmentar fins a 230 el 2003. Com a part d'un canvi cultural que alguns empleats van considerar brusc, Rockstar Games va abandonar la política de l'estudi d'un descans d'una setmana per a tots els empleats després del llançament de cada joc.

### Projectes post-adquisició (2003–2006)
Després de l'adquisició, els executius de Rockstar Games van revisar els projectes de desenvolupament de l'estudi per determinar què val la pena mantenir. Dan Houser va assenyalar que Red Dead Revolver, que va descriure com "aquest joc de vaquers que tenia molt bona pinta", va cridar l'atenció de l'equip de revisió tot i que no es podia jugar. El projecte va sorgir de l'associació d'Angel Studios i Capcom en el port de Resident Evil 2: Yoshiki Okamoto de Capcom s'havia acostat a l'estudi amb la idea d'una propietat intel·lectual original titulada S.W.A.T., un shooter en tercera persona que implica un equip SWAT de set membres. Aquest més tard va adoptar un tema occidental per recomanació d'Okamoto. Angel Studios va començar a treballar en el joc l'any 2000 amb la supervisió i el finançament de Capcom. El desenvolupament va ser problemàtic, en part a causa de les diferències culturals entre les dues companyies, i el joc no es va poder jugar. Després que Okamoto deixés Capcom, la companyia va deixar de finançar el joc el juliol de 2003 i el va cancel·lar formalment a l'agost. Rockstar Games va adquirir Red Dead Revolver de Capcom i va reprendre el seu desenvolupament al desembre d'aquell any. El crunch a Rockstar San Diego va augmentar per a un llançament ràpid del joc, que va arribar al maig de 2004 per a PlayStation 2 i Xbox.
El 2003, Rockstar San Diego va començar a desenvolupar Agent, un joc furtiu de món obert per a PlayStation 2 i Xbox, sota el lideratge del productor Luis Gigliotti. El concepte d'un joc de Justice League sense títol va ser descartat a favor de Agent. A diferència dels jocs anteriors d'Angel Studios, l'etapa del prototip d'Agent va començar amb un equip de mida completa, al qual se'ls va donar poc temps per completar el prototip, la qual cosa va provocar una crisi a l'estudi. Artistes de la companyia van viatjar al Caire i Washington, D.C., dos dels escenaris de Agent, per capturar fotografies de referència. Els quatre artistes que van viatjar al Caire van fer més de 10.000 fotografies. Quan la policia va detenir artistes per la seva fotografia en ambdós llocs, la situació a DC es va resoldre ràpidament mentre que la del Caire va trigar molt més temps. El desenvolupament va continuar un cop van tornar els dos equips. Al mateix temps, Rockstar Games i els germans Houser van seguir demanant canvis amb tanta freqüència que l'estudi no va poder mantenir-se al dia, cosa que va provocar més crisi. Tres persones connectades a l'estudi -un empleat actiu i dos antics empleats- van morir durant aquest temps, afegint-se a una cultura d'estudi tòxica. Després d'un any de treball, Gigliotti va abandonar l'estudi i va formar Concrete Games per a l'editorial THQ. Onze dels desenvolupadors principals de Agent van seguir a Gigliotti l'endemà i diversos desenvolupadors principals de Red Dead Revolver van ser encarregats per a Agent per compensar aquestes sortides. Sota el nou lideratge, els desenvolupadors van passar un any més actualitzant el motor de joc intern per a Agent. Poc després, el joc es va suspendre indefinidament. L'estudi germà Rockstar North acabaria desenvolupant un joc amb el mateix nom i l'anunciaria el 2009.
Després que Electronic Arts va adquirir Criterion Games el 2004, Rockstar San Diego va establir l'equip RAGE Technology Group per desenvolupar el Rockstar Advanced Game Engine (RAGE) a partir de l'Angel Game Engine. El motor es va presentar amb Rockstar Games Presents Table Tennis, que va ser desenvolupat per l'estudi i llançat per a Xbox 360 i Wii el 2006. RAGE s'utilitzaria a la majoria dels títols de Rockstar Games per a ordinadors personals i consoles, inclosos Red Dead Redemption, Grand Theft Auto IV, Max Payne 3, Grand Theft Auto V i Red Dead Redemption 2. Angel, el fundador i president havia estat treballant des de les oficines de Rockstar San Diego, la seu de Rockstar Games a Nova York i Colòmbia des de l'adquisició i finalment va decidir no renovar el seu contracte amb Rockstar Games. Els germans Houser van intentar convèncer-lo perquè es quedés, però l'Angel va sentir nostàlgia i va deixar l'empresa el maig del 2005 per tornar a Colòmbia. A Medellín, va intentar crear oportunitats de desenvolupament de jocs, com ara un màster en programació de videojocs a la Universitat EAFIT. Finalment, van fallar per la manca de suport i talent del govern a la zona. Alan Wasserman, que s'havia unit a Rockstar San Diego el 2003, es va convertir en el director general de l'estudi. L'estudi va obrir dues posicions de pràctiques remunerades per als estudiants del Entertainment Technology Center el desembre de 2005 i aviat va començar a reclutar empleats per produir jocs de nova generació.

### Red Dead Redemptioni qüestions laborals (2006–2011)
L'agost de 2006, dos antics artistes de 3D de Rockstar San Diego—Terri-Kim Chuckry i Garrett Flynn— van presentar una querella col·lectiva en nom de més d'un centenar d'ex-empleats, al·legant que no es paga compensació per hores extraordinàries. El cas, Garrett Flynn, et al. v. Angel Studios, Inc./Rockstar Games et al., es va preparar amb l'assistència de Thomas Urmy Jr. del despatx d'advocats Shapiro Haber & Urmy LLP, i es va resoldre extrajudicialment l'abril de 2009 amb Rockstar Games premiant els antics empleats 2,75 milions de dòlars. Les dones de diversos empleats de Rockstar San Diego, sota el pseudònim "Rockstar Spouse", van publicar una carta oberta el gener de 2010, al·legant que els executius havien imposat males condicions laborals als desenvolupadors d'estudis des del març de 2009. A continuació, diversos antics empleats van descriure de manera anònima i pública experiències similars. Tot i que un antic empleat de Rockstar Games va confirmar les afirmacions de la publicació, Rockstar Games va negar totes les afirmacions i va dir que "estava trist que algun antic membre d'algun estudi no trobés el seu temps aquí agradable o creativament satisfactori". L'Associació Internacional de Desenvolupadors de Videojocs va descriure les presumptes condicions de treball com a "enganyoses, explotadores i, finalment, perjudicials".
El gener de 2010, es va informar que la direcció de l'empresa havia acomiadat gradualment els empleats que treballaven a la sèrie Midnight Club i n'havia subcontractat el desenvolupament. Altres empleats clau renuncien en lloc de treballar a Red Dead Redemption. Durant el desenvolupament de Red Dead Redemption, la mala gestió va provocar retards i augment dels costos de desenvolupament. Dos mesos després del llançament del joc el maig de 2010, uns 40 dels 180 membres del personal de Rockstar San Diego van ser acomiadats. Steve Martin, que havia estat productor de l'estudi des del 2009, va succeir a Wasserman com a director de l'estudi. La plantilla de l'estudi es va reduir a 128 empleats el febrer de 2011. Red Dead Redemption es va convertir en un èxit comercial i de crítica, venent 13 milions de còpies en dos anys. Parlant amb els inversors, el director executiu de Take-Two, Strauss Zelnick, va anunciar que el joc es convertiria en una de les franquícies permanents estratègiques de la companyia. El joc va guanyar diversos guardons de final d'any, inclosos diversos Premis al joc de l'any. Business Insider va trobar que Red Dead Redemption va ser, a partir del 2017, el 37è millor joc que s'ha fet mai quan es mesura per puntuacions de recepció crítica.

### Col·laboracions al desenvolupament (2011-present)
A partir del 2011, Rockstar San Diego va cooperar en gran manera amb altres estudis de Rockstar Games. Va tenir un paper secundari (al costat de Rockstar North i Rockstar Leeds) en el desenvolupament del joc del 2011 de Team Bondi L.A. Noire. Per al Max Payne 3 del 2012, Rockstar San Diego va formar part de Rockstar Studios, un esforç col·laboratiu de tots els estudis de Rockstar Games. Per expandir-se, l'estudi estava contractant més empleats el febrer de 2012. Aleshores, Rockstar Games va pagar 12,6 milions de dòlars l'agost de 2014 per renovar el seu contracte de lloguer d'espai d'oficines de 4.898,4 m² per a Rockstar San Diego al Faraday Corporate Center de Carlsbad durant vuit anys. L'estudi va col·laborar amb Rockstar North a Grand Theft Auto V, que es va estrenar el 2013. Més recentment, la companyia va ser un dels vuit estudis que van treballar a Red Dead Redemption 2, que va sortir el 2018. El desenvolupament d'aquest joc va tornar a enfrontar-se a acusacions de problemes laborals. Alguns empleats van informar que se'ls va ordenar que fessin hores extraordinàries, sovint fent setmanes de 80 hores. El juliol de 2019, Martin va abandonar l'empresa per unir-se al conglomerat xinès Tencent, obrint l'estudi subsidial Lightspeed LA l'any següent.

## Videojocs

### Desenvolupats per Angel Studios
| Any  | Títol                                           | Plataforma(es)                | Distribuïdor(s)   | Notes                                                 | Ref(s). |
| ---- | ----------------------------------------------- | ----------------------------- | ----------------- | ----------------------------------------------------- | ------- |
| 1994 | Ecco: The Tides of Time                         | Sega CD                       | Sega              | Desenvolupament de suport per Novotrade International | [ 12 ]  |
| 1996 | Mr. Bones                                       | Sega Saturn                   | Sega              | Desenvolupament de suport per Zono                    | [ 12 ]  |
| 1998 | Major League Baseball Featuring Ken Griffey Jr. | Nintendo 64                   | Nintendo          |                                                       | [ 26 ]  |
| 1998 | Virtual Jungle Cruise                           | N/D                           | N/D               | S'ha exposat als parcs temàtics DisneyQuest.          | [ 37 ]  |
| 1999 | Savage Quest                                    | Arcade                        | Interactive Light |                                                       | [ 38 ]  |
| 1999 | Midtown Madness                                 | Windows                       | Microsoft         |                                                       | [ 39 ]  |
| 1999 | Ken Griffey Jr.'s Slugfest                      | Nintendo 64                   | Nintendo          |                                                       | [ 26 ]  |
| 1999 | Resident Evil 2                                 | Nintendo 64                   | Capcom            | Desenvolupament de port                               | [ 30 ]  |
| 2000 | Sky Pirates VR                                  | N/D                           | N/D               | S'ha exposat als parcs temàtics GameWorks.            | [ 43 ]  |
| 2000 | Midtown Madness 2                               | Windows                       | Microsoft         |                                                       | [ 42 ]  |
| 2000 | Midnight Club: Street Racing                    | PlayStation 2                 | Rockstar Games    |                                                       | [ 49 ]  |
| 2000 | Smuggler's Run                                  | PlayStation 2                 | Rockstar Games    |                                                       | [ 49 ]  |
| 2001 | Test Drive: Off-Road Wide Open                  | PlayStation 2, Xbox           | Infogrames        |                                                       | [ 102 ] |
| 2001 | Smuggler's Run 2                                | PlayStation 2                 | Rockstar Games    |                                                       | [ 103 ] |
| 2001 | Transworld Surf                                 | GameCube, PlayStation 2, Xbox | Infogrames        |                                                       | [ 13 ]  |
| 2002 | Smuggler's Run: Warzones                        | GameCube                      | Rockstar Games    |                                                       | [ 103 ] |

### Desenvolupats per Rockstar San Diego
| Any  | Títol                                | Plataforma(es)                                                                            | Distribuïdor(s) | Notes                                                              | Ref(s).        |
| ---- | ------------------------------------ | ----------------------------------------------------------------------------------------- | --------------- | ------------------------------------------------------------------ | -------------- |
| 2003 | Midnight Club II                     | PlayStation 2, Windows, Xbox                                                              | Rockstar Games  |                                                                    | [ 104 ]        |
| 2003 | SpyHunter 2                          | PlayStation 2, Xbox                                                                       | Midway Games    |                                                                    | [ 105 ]        |
| 2004 | Red Dead Revolver                    | PlayStation 2, Xbox                                                                       | Rockstar Games  |                                                                    | [ 59 ]         |
| 2005 | Midnight Club 3: Dub Edition         | PlayStation 2, PlayStation Portable, Xbox                                                 | Rockstar Games  |                                                                    | [ 106 ]        |
| 2006 | Midnight Club 3: Dub Edition Remix   | PlayStation 2, Xbox                                                                       | Rockstar Games  |                                                                    | [ 107 ]        |
| 2006 | Rockstar Games Presents Table Tennis | Wii, Xbox 360                                                                             | Rockstar Games  |                                                                    | [ 65 ]         |
| 2008 | Midnight Club: Los Angeles           | PlayStation 3, Xbox 360                                                                   | Rockstar Games  |                                                                    | [ 108 ]        |
| 2010 | Red Dead Redemption                  | PlayStation 3, Xbox 360                                                                   | Rockstar Games  | També va desenvolupar el paquet d'expansió Undead Nightmare (2010) | [ 83 ] [ 109 ] |
| 2011 | L.A. Noire                           | Nintendo Switch, PlayStation 3, PlayStation 4, Windows, Xbox 360, Xbox One                | Rockstar Games  | Desenvolupament de suport per Team Bondi                           | [ 91 ]         |
| 2012 | Max Payne 3                          | macOS, PlayStation 3, Windows, Xbox 360                                                   | Rockstar Games  | Desenvolupat com a part de Rockstar Studios                        | [ 92 ]         |
| 2013 | Grand Theft Auto V                   | PlayStation 3, PlayStation 4, PlayStation 5, Windows, Xbox 360, Xbox One, Xbox Series X/S | Rockstar Games  | Desenvolupament de suport per Rockstar North                       | [ 96 ]         |
| 2018 | Red Dead Redemption 2                | PlayStation 4, Stadia, Windows, Xbox One                                                  | Rockstar Games  | Desenvolupat com a part de Rockstar Studios                        | [ 98 ]         |

### Cancel·lats
- Ground Effect[34]
- Buggie Boogie[27]
- XGirl[11]
- Oni 2: Death & Taxes[47]
- Agent[13][a]